# Francisco Pons Sorolla
Francisco Pons-Sorolla y Arnau (Madrid, 17 de febrero de 1917-5 de marzo de 2011) fue un arquitecto y urbanista español.

## Biografía
Fue hijo del pintor Francisco Pons Arnau y de María Sorolla García, hija del pintor Joaquín Sorolla. Obtuvo el título de arquitecto en la ETSAM de Madrid en la promoción de 1945. Fue director general de Arquitectura durante casi tres décadas, inicialmente del Ministerio de la Vivienda, así como de sus sucesivas MOPT, MOPU. En 1950 se crea la Sección de Ciudades de Interés Artístico Nacional en la Dirección General de Arquitectura (Ministerio de la Gobernación) esto suponía un impulso del Régimen para lograr la recuperación del Patrimonial Cultural de España.
Se dedicó durante su vida profesional a la restauración de varios monumentos gallegos, entre los que destaca el castillo de Monterrey en Verín (Orense) encargándose del Plan de Ordenación de Ciudades de Interés Artístico Nacional.